# Sherry

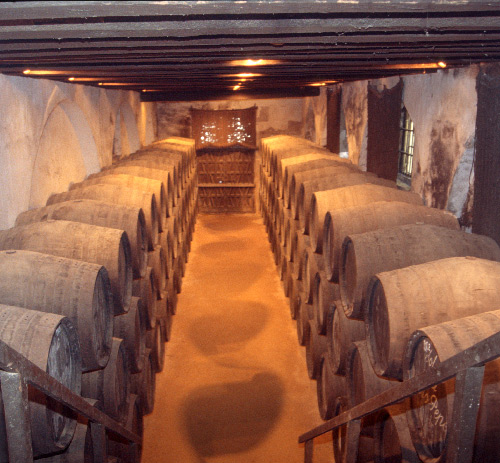
Källare med fat fyllda med sherry. De lagras enligt den så kallade solera-metoden.

Sherry är ett berömt spanskt starkvin som tillverkas i triangeln kring städerna Jerez, El Puerto de Santa María och Sanlúcar de Barrameda i provinsen Cádiz i Andalusien i södra Spanien. Namnet sherry är en engelsk version av det spanska ordet jerez (uttalas "xe-res"), som i sin tur är en version av det uråldriga sherish (translitterering av det arabiska شريش). Det franska skrivsättet var en gång xérèz.
Regionen är en Denominación de Origen (DO) och det officiella namnet är D.O. Jerez-Xérèz-Sherry y Manzanilla-Sanlúcar de Barrameda. Jerez blev en DO år 1935.
Sherry är Spaniens kanske enda riktigt säregna vinstil (eventuellt med undantag av Rioja). Regionens stora trumfkort är den vita kalkjorden som kallas för albariza. Den finns i det område som brukar kallas för Jerez Superior och det är här som de finaste vindruvorna växer. Kalken ger vinet högre alkoholhalt och mera finess. Hettan, som annars skulle torka ut rankorna på de vita sluttningarna, minskas av Poniente-vinden.
Druvorna som växer i regionen är palomino fino (cirka 95 %), pedro ximénez (PX) och moscatel.
Sherry görs enligt den så kallade solera-metoden. Detta innebär att sherry alltid är en blandning av viner av olika ålder. Tunnorna som vinet lagras i ligger i rader ovanpå varandra, så kallade criadera. Den tunna som är längst ner är den äldsta, soleratunnan, och det är härifrån vinet tappas på flaska. Då vin tas ur solera-tunnan fylls samma mängd (max 33 % per år) på ur tunnan ovanför och så vidare.
Tvärtemot vad många föreställer sig, är all traditionell sherry torr. De sötare versionerna har uppkommit som resultat av en efterfrågan från britterna, och det faktum att det är lönsamt att blanda i mängder av söt, billig och ofta dålig PX i torr sherry om den går att sälja för samma pris som en traditionell. Bilden av sherry som en söt dryck är så universell att även många spanjorer börjat tro att till exempel sherry av oloroso-stil bör vara söt. Som följd av detta skriver idag en del vinhus ut oloroso seco (seco betyder torr) på etiketten till sin traditionella oloroso.
Det som skiljer sherry från andra starkviner, t.ex. portvin, är att sherryn får jäsa ut till ett torrt basvin innan man tillsätter druvsprit. I portvinet tillsätts spriten innan vinet jäst klart, vilket gör att det finns gott om sötma kvar i vinet.

## De olika sherrystilarna
- Fino – torr, lätt gul sherry med jästig doft och smak med inslag av hasselnötter, marsipan, gröna oliver, reduktiv bouquet (som inte kommit i kontakt med syre under lagringen, eftersom den legat under en hinna av jästsvamp som kallas för "flor"). Mellan 14 och 16 procent alkohol. Idag har man fått fram nya stilar av fino som passar till den moderna crossovermaten som har växt fram. Dessa viner är mer eleganta och nyanserade och har blivit mer stilrena i sin karaktär. Fino dricks ofta till Tapas, men även till andra maträtter.
- Manzanilla – Egentligen en fino, men då den görs i Sanlúcar kallas den manzanilla och blir aningen lättare i smaken och med aromer av kamomill och gröna äpplen. Detta beror på att flortäcket här domineras av andra jästsvampar beroende på den jämnare temperaturen vid havet. Mellan 15 och 16 procent alkohol. Det förekommer även understilar till manzanilla (till exempel manzanilla pasada).
- Amontillado – bärnstensfärgad på grund av begränsad kontakt med syre. Är en fino som fortsätter sin utveckling under oxidation då jästtäcket dör då alkoholhalten stiger genom vattenavdunstning och att näringsämnena i vinet förbrukats. Torr, medelfyllig och med toner av nötter. Alkoholhalt mellan 16 och 22 procent.
- Oloroso – torr, fyllig och oftast mörkare än amontillado. Intensiv doft av torkad frukt. (Oloroso betyder väldoftande.) Oloroso stärks från början med brandy och flor uppkommer inte. Styrka 18 till 22 procent. Som ovan konstaterats förekommer mängder av söta varianter.
- Palo Cortado – sällsynt sherry, som brukar karaktäriseras som ett mellanting mellan amontillado och oloroso.

Utöver dessa traditionella stilar gör man även följande:
- Pedro Ximenez – gjort enbart på druvan med samma namn. Druvan får övermogna, torkas i solen och jäses sedan partiellt så att det återstår mycket restsocker. Detta vin är mycket sött och mustigt och färgen är mycket mörk. Druvor hämtas nästan uteslutande från området Montilla-Moriles som historiskt sett räknats till Jerez.
- Moscatel – druvan behandlas på samma sätt som PX och är i princip rätt lika till sin stil, med andra aromer.

Till sist gör man även nyare stilar. Till dessa tillsätter man PX, moscatel eller koncentrerad och rektifierad druvmust för att få fram sötare viner.
- Pale Cream – spanjorerna brukar tala om pili crim. Vinet är blekt som namnet antyder och är en sötad fino. Alkoholhalten är 15,5 till 22 procent.
- Medium – mörkare, med 15 till 22 procent alkohol och i de flesta fall en sötad amontillado.
- Cream – detta är ett brittiskt påhitt, och känt bland annat med Harvey's Bristol Cream i sin blåa flaska. Intensivt söt med en alkoholhalt som i pale cream. I de flesta fall en sötad oloroso.

Ett liknande vin är DO Montilla-Moriles, från vilket namnet amontillado ursprungligen kommer.